# Opava (powiat Veľký Krtíš)
Opava (węg. Apafalva, do 1891 roku Apova) – wieś (obec) na Słowacji położona w kraju bańskobystrzyckim, w powiecie Veľký Krtíš. Pierwsze wzmianki o miejscowości pochodzą z 1342 roku.
Według danych z dnia 31 grudnia 2012 roku, wieś zamieszkiwały 132 osoby, w tym 65 kobiet i 67 mężczyzn.
W 2001 roku rozkład populacji względem narodowości i przynależności etnicznej wyglądał następująco:
- Słowacy – 95,97%
- Morawianie – 0,81%
- Ukraińcy – 1,61%
- Węgrzy – 0,81%

Ze względu na wyznawaną religię struktura mieszkańców kształtowała się w 2001 roku następująco:
- Katolicy rzymscy – 45,97%
- Grekokatolicy – 0,81%
- Ewangelicy – 45,97%
- Prawosławni – 1,61%
- Ateiści – 3,23%
- Nie podano – 1,61%